# Al Uwayqilah
Al Uwayqilah (en árabe: العويقيله‎) es una localidad de Arabia Saudita, en la región de Frontera del Norte.

## Demografía
Según estimación 2010 contaba con 12.937 habitantes.
| 12 937                                                                                              | 14 100 | 20 318 | 21 000 |
| (Fuente: https://ugeo.urbistat.com/AdminStat/en/ar/demografia/dati-sintesi/al-uwayqilah/28310677/4) |        |        |        |